# Плюмажные котинги
Плюмажные котинги, пурпурнобочки (лат. Iodopleura) — род воробьиных птиц семейства Tityridae.

## Распространение
Встречаются в Колумбии, Венесуэле, Перу и Бразилии.

## Виды
- Iodopleura fusca (Vieillot, 1817)
- Белобровая плюмажная котинга Iodopleura isabellae Parzudaki, 1847
- Желтогорлая плюмажная котинга Iodopleura pipra (Lesson, 1831)